# Mulhouse
Mulhouse (alzaško Milhüsa, nemško Mülhausen) je mesto in občina v severovzhodni francoski regiji Alzaciji, podprefektura departmaja Haut-Rhin. Leta 1999 je mesto imelo 110.359 prebivalcev.

## Geografija
Mesto leži v severovzhodni Franciji ob izlivu reke Doller v Ill, v bližini meje z Nemčijo in Švico. S širšo mestno okolico in 271.000 prebivalci zaseda prvo mesto v departmaju, v regiji pa je za Strasbourgom drugo.

## Administracija
Mulhouse je sedež štirih kantonov:
- Kanton Mulhouse-Jug (del občine Mulhouse, občine Bruebach, Brunstatt, Didenheim, Flaxlanden, Galfingue, Heimsbrunn, Morschwiller-le-Bas, Zillisheim),
- Kanton Mulhouse-Sever (del občine Mulhouse),
- Kanton Mulhouse-Vzhod (del občine Mulhouse),
- Kanton Mulhouse-Zahod (del občine Mulhouse).

Mesto je prav tako sedež okrožja, v katerega so poleg njegovih vključeni še kantoni Habsheim, Huningue, Illzach, Sierentz in Wittenheim s 304.295 prebivalci.

## Zgodovina
Prvi zapis imena sega nazaj v 12. stoletje. Mulhouse je bil del južne alzaške grofije Sundgau v Svetorimskem cesarstvu. Od 1354 do 1515 je bil član Dekapolisa, zveze desetih svobodnih cesarskih mest v Alzaciji.
V letu 1515 se je mesto pridružilo Švicarski konfederaciji in kot tako leta 1648 ni bilo aneksirano s strani Francije tako kot ostali del Sundgaua. V tem času je bil smatran za svobodno republiko, povezano s Švicarsko konfederacijo, ki je trajala vse do obdobja po francoski revoluciji, ko je bil Mulhouse 4. januarja 1798 dejansko priključen Franciji.
Na razvoj mesta je vplivala ekspanzija tekstilne industrije sredi 18. stoletja, pozneje kemične in strojne industrije. Posledično je Mulhouse navezal stike z Louisiano v Severni Ameriki, od koder je uvažal bombaž, prav tako pa je imel stike tudi z Bližnjim vzhodom.
Od francosko-pruske vojne 1871 je bil kot del ozemlja Alzacije in Lorene priključen novemu nemškemu rajhu. 8. avgusta 1914 je mesto okupirala francoska vojska, ki pa se je morala po bitki že dva dni kasneje umakniti iz njega. S koncem prve svetovne vojne 1918 je bil vrnjen Franciji. Ponovno je bil priključen Nemčiji med drugo svetovno vojno od 1940 do 1945, ko je bil ob njenem koncu dokončno vrnjen Franciji.

## Zanimivosti
- Hôtel de Ville; mestna hiša, zgrajena v rensko-renesančnem slogu leta 1553,
- delavska četrt, navdihnjena z okoliši v Mancherstru (sredina 19. stoletja),
- Place de la Bourse in stavba Société Industrielle de Mulhouse v "novi četrti" (19. stoletje),
- Musée National de l'Automobile de Mulhouse,
- Musée Français du Chemin de Fer,
- Musée de l'Impression sur Étoffes,
- Muzej Electropolis,
- botanični vrtovi, živalski vrt.

## Osebnosti
- Alfred Werner (1866-1919), Nobelov nagrajenec za kemijo 1913;

## Pobratena mesta
- Antwerpen (Belgija),
- Bergamo (Italija),
- Chemnitz (Nemčija),
- El Khroub (Alžirija),
- Giv'atáyim (Izrael),
- Kassel (Nemčija),
- Milwaukee (ZDA),
- Sofara (Mali),
- Timişoara (Romunija),
- Walsall (Združeno kraljestvo).